# Nông nghiệp Việt Nam

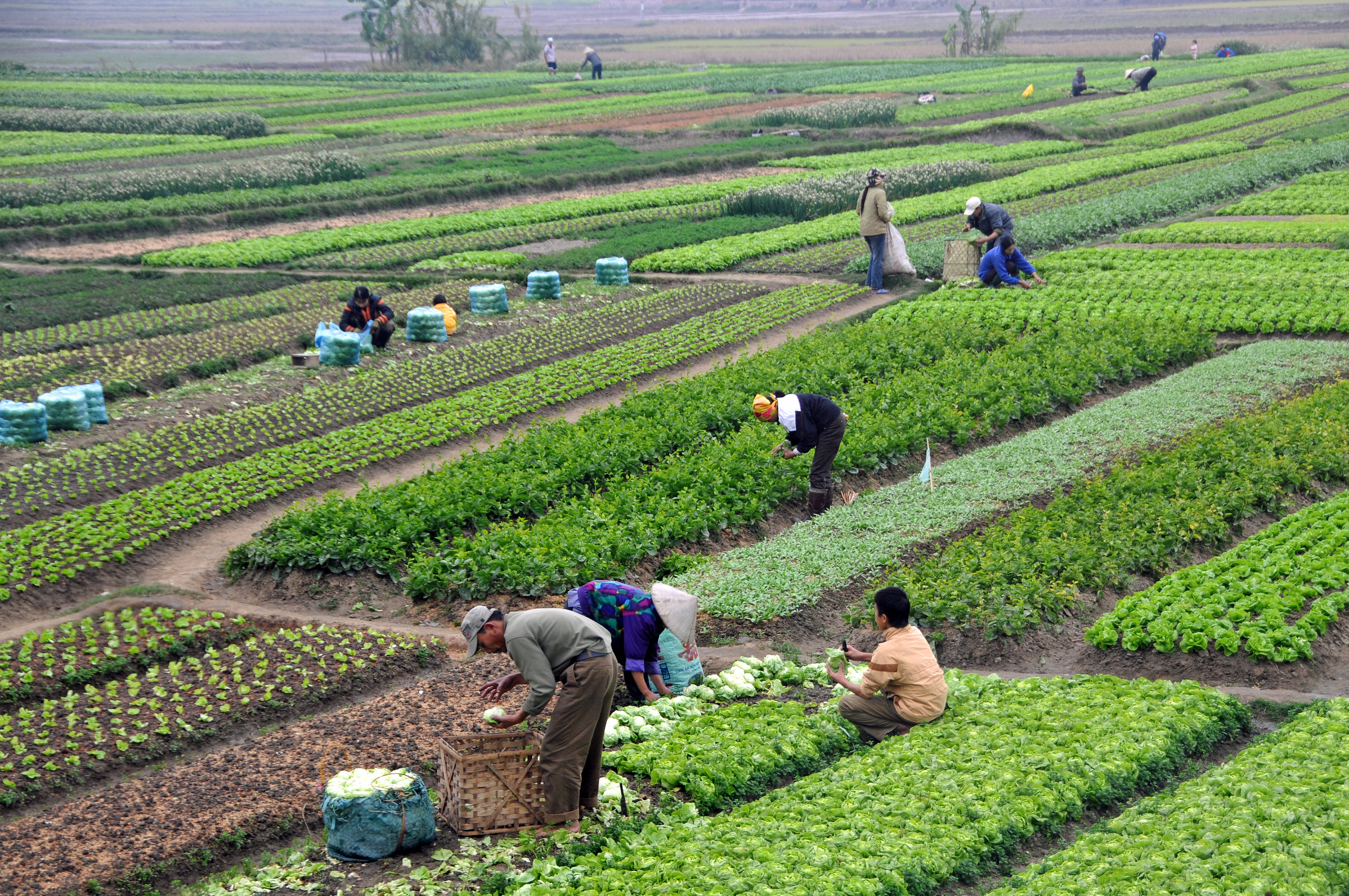
Nông dân Việt Nam

Nông nghiệp là ngành kinh tế quan trọng của Việt Nam. Hiện nay, Việt Nam vẫn là một nước nông nghiệp. Năm 2009, giá trị sản lượng của nông nghiệp đạt 71,473 nghìn tỷ đồng (giá so sánh với năm 1994), tăng 1,32% so với năm 2008 và chiếm 13,85% tổng sản phẩm trong nước. Ngược lại vào năm 2020, giá trị sản lượng đạt khoảng 27 nghìn tỷ đồng.   Tỷ trọng của nông nghiệp trong nền kinh tế bị sụt giảm trong những năm gần đây, trong khi các lĩnh vực kinh tế khác gia tăng. Đóng góp của nông nghiệp vào tạo việc làm còn lớn hơn cả đóng góp của ngành này vào GDP. Trong năm 2020, có khoảng 17.5 triệu lao động làm việc trong lĩnh vực nông, lâm nghiệp, và thủy sản. Sản lượng nông nghiệp xuất khẩu chiếm khoảng 30% trong năm 2005.   Việc tự do hóa sản xuất nông nghiệp, đặc biệt là sản xuất lúa gạo, đã giúp Việt Nam là nước thứ hai trên thế giới về xuất khẩu gạo. Những nông sản quan trọng khác là cà phê, sợi bông, đậu phộng, cao su, đường, và trà. chủ yếu là xuất khẩu thô chưa qua sơ chế.
Năm 2018, diện tích đất nông nghiệp Việt Nam là 27.289.454 ha, dân số Việt Nam là 95.540.395 người đạt mức bình quân đất nông nghiệp là 0,2856 ha/người. Trong khi đó năng suất sử dụng đất tại Việt Nam chỉ khoảng 1.000 USD/ha/năm tương đương với giá trị mà ngành nông nghiệp mang lại cho Việt Nam là 285 USD/người/năm. Nông nghiệp mang lại cho Việt Nam một mức thu nhập rất thấp (dưới mức nghèo khổ là 1,9 USD/ngày) khiến nước này không thể trở thành nước phát triển nếu chỉ dựa vào nông nghiệp hoặc nông nghiệp vẫn là ngành chủ đạo trong nền kinh tế.

## Lịch sử

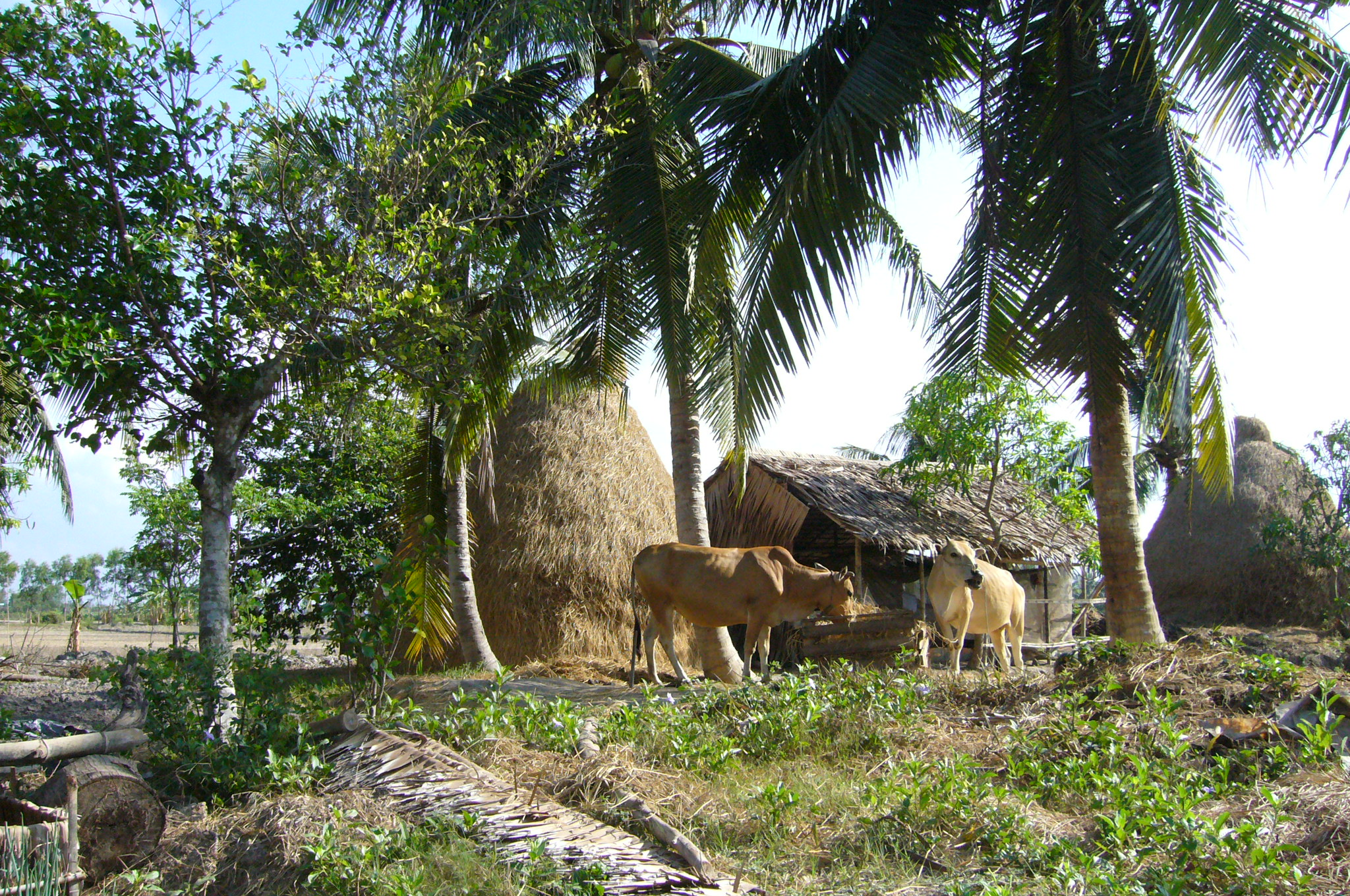
Nông thôn Việt Nam: Chuồng bò tại vùng đồng bằng sông Cửu Long

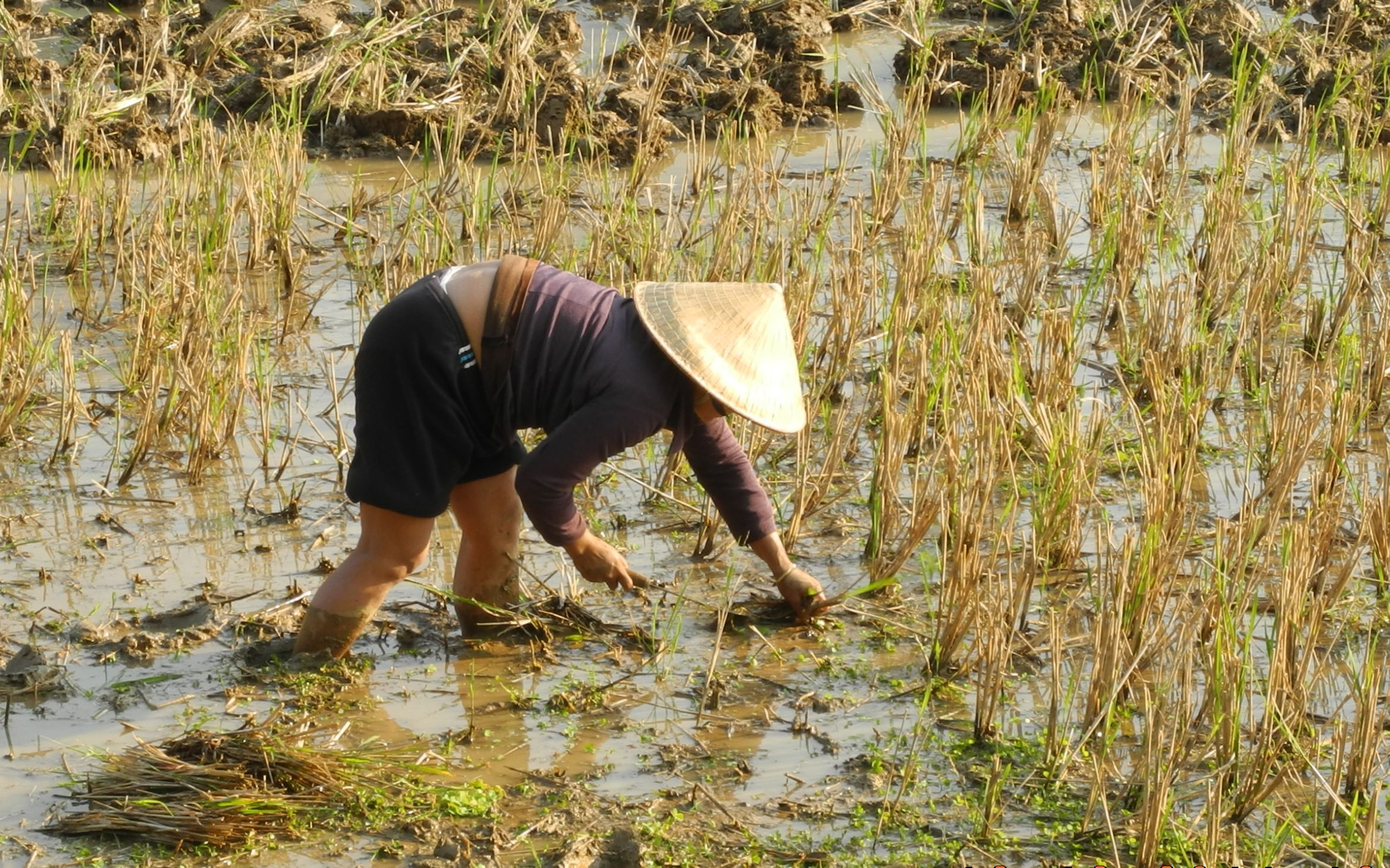
Cấy lúa

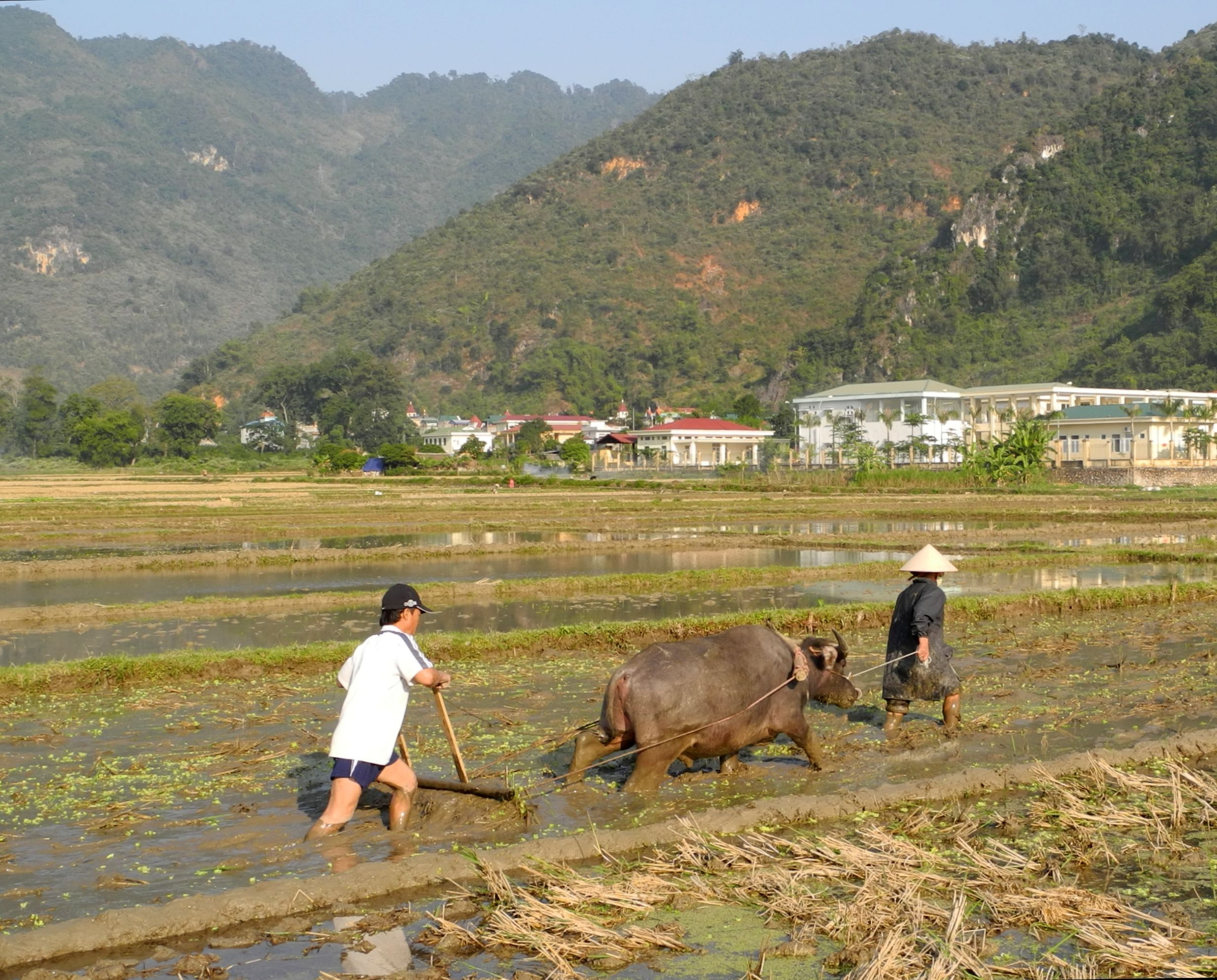
Dùng trâu cày ruộng tại Mai Châu

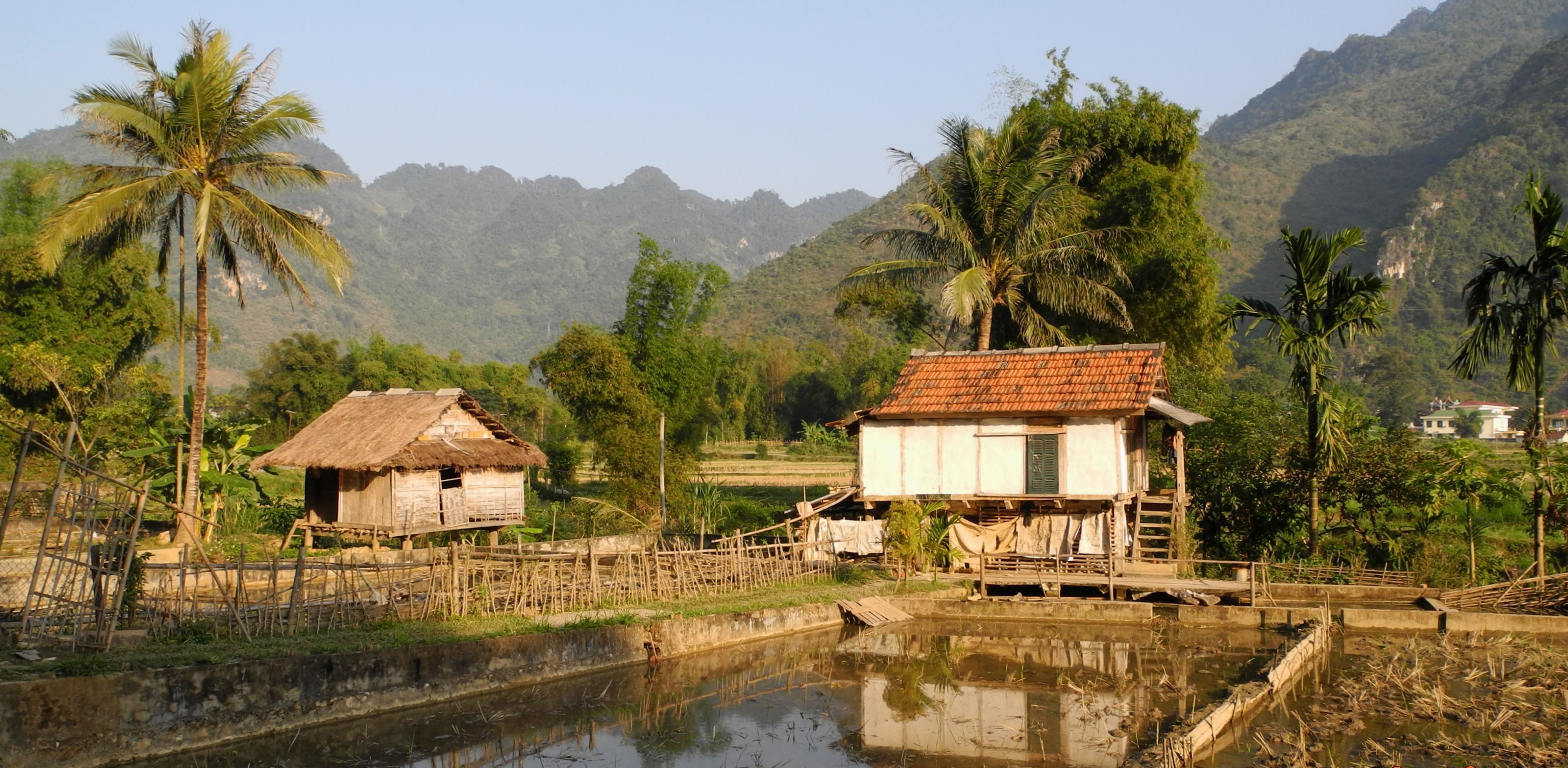
Một cảnh thôn quê

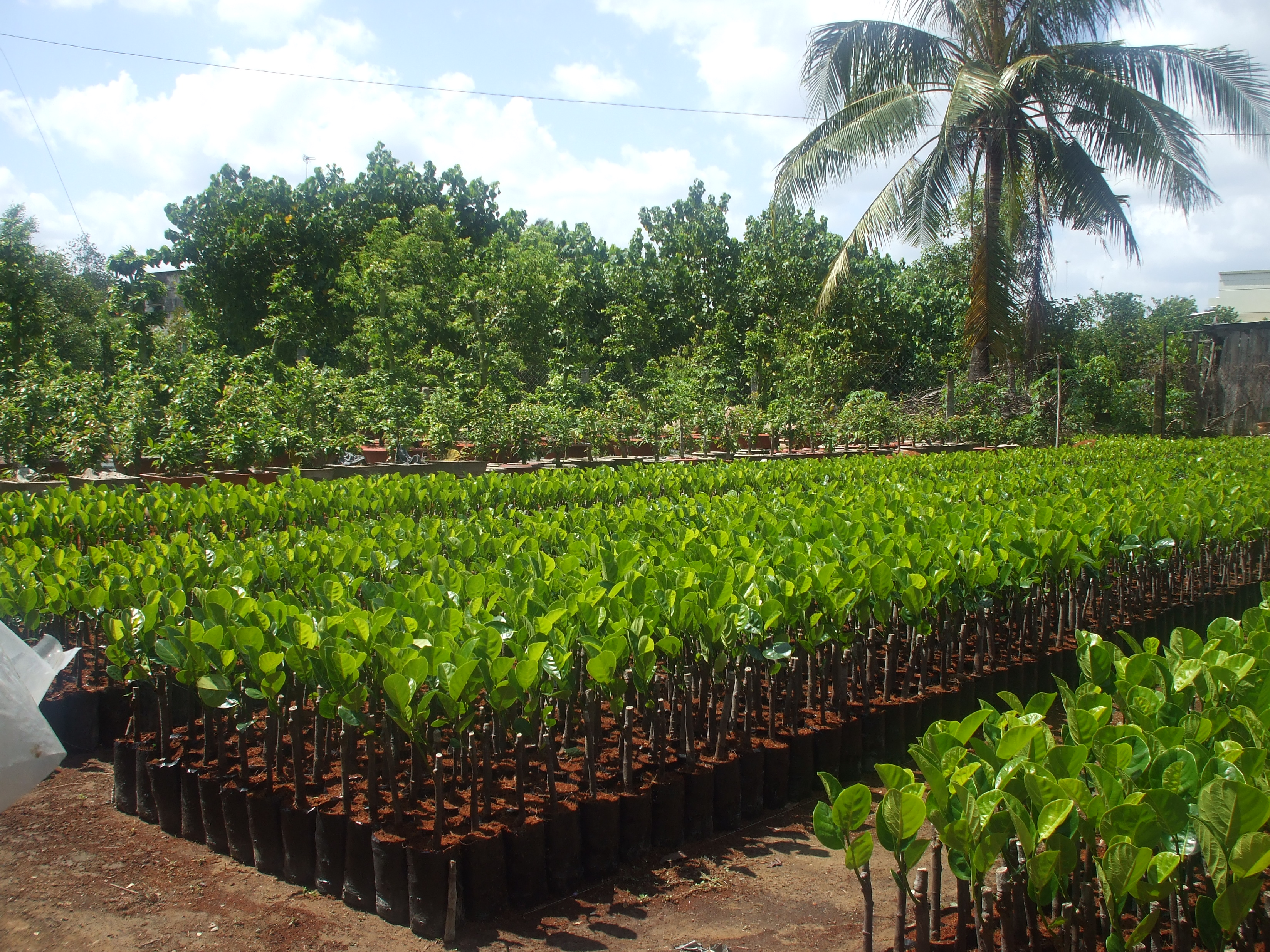
Vườn ươm cây giống tại Cái Mơn, tỉnh Bến Tre

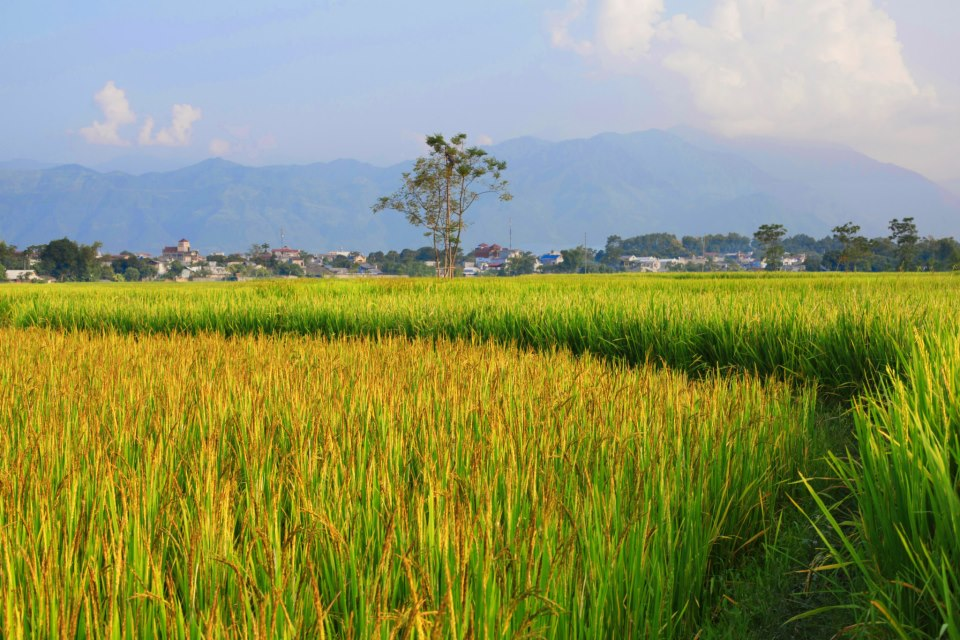
Cánh đồng lúa chín ở Mường Lò, Nghĩa Lộ, Yên Bái

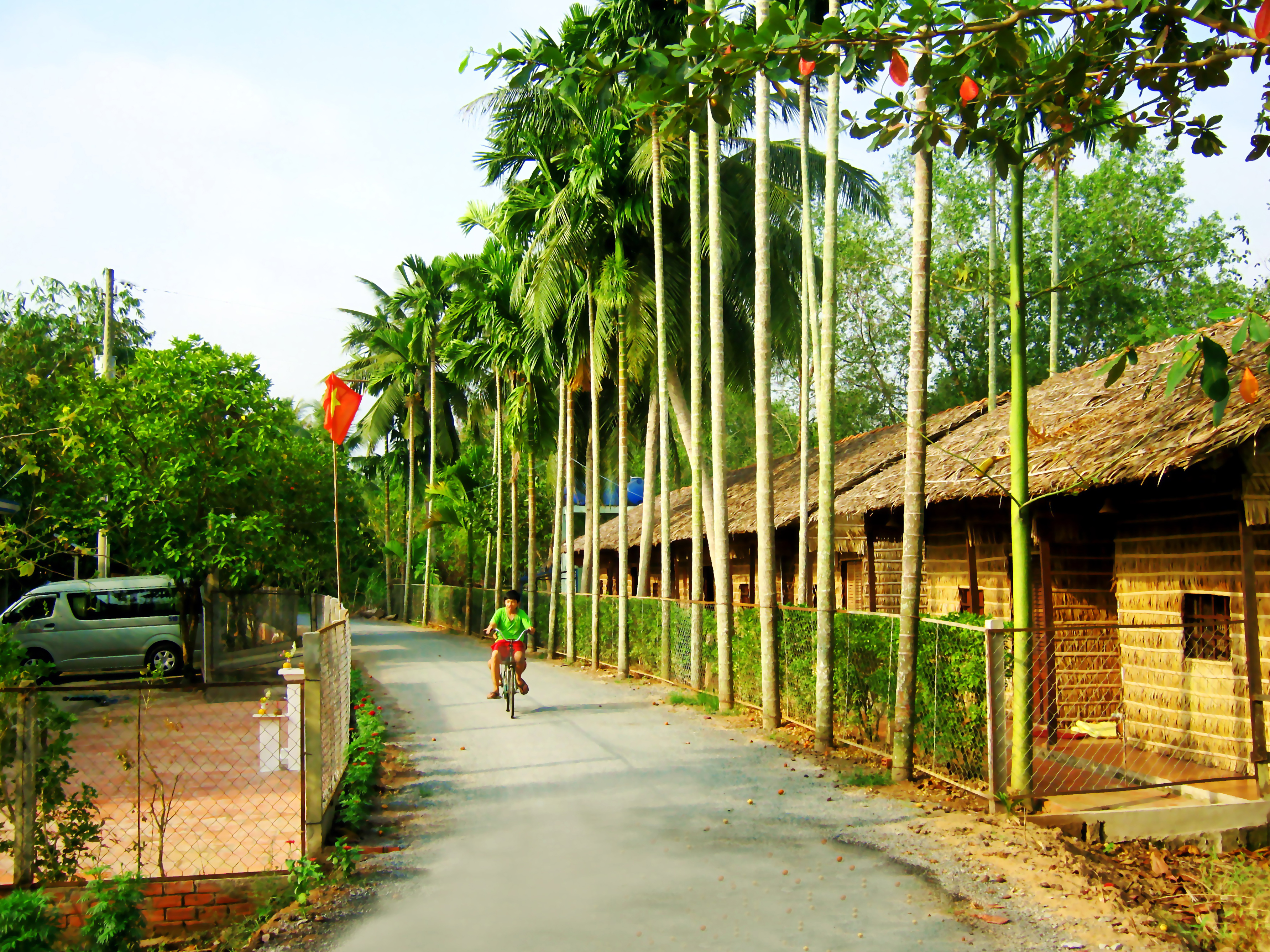
Cau được trồng bên đường ở phường Thường Thạnh, thuộc quận Cái Răng, thành phố Cần Thơ

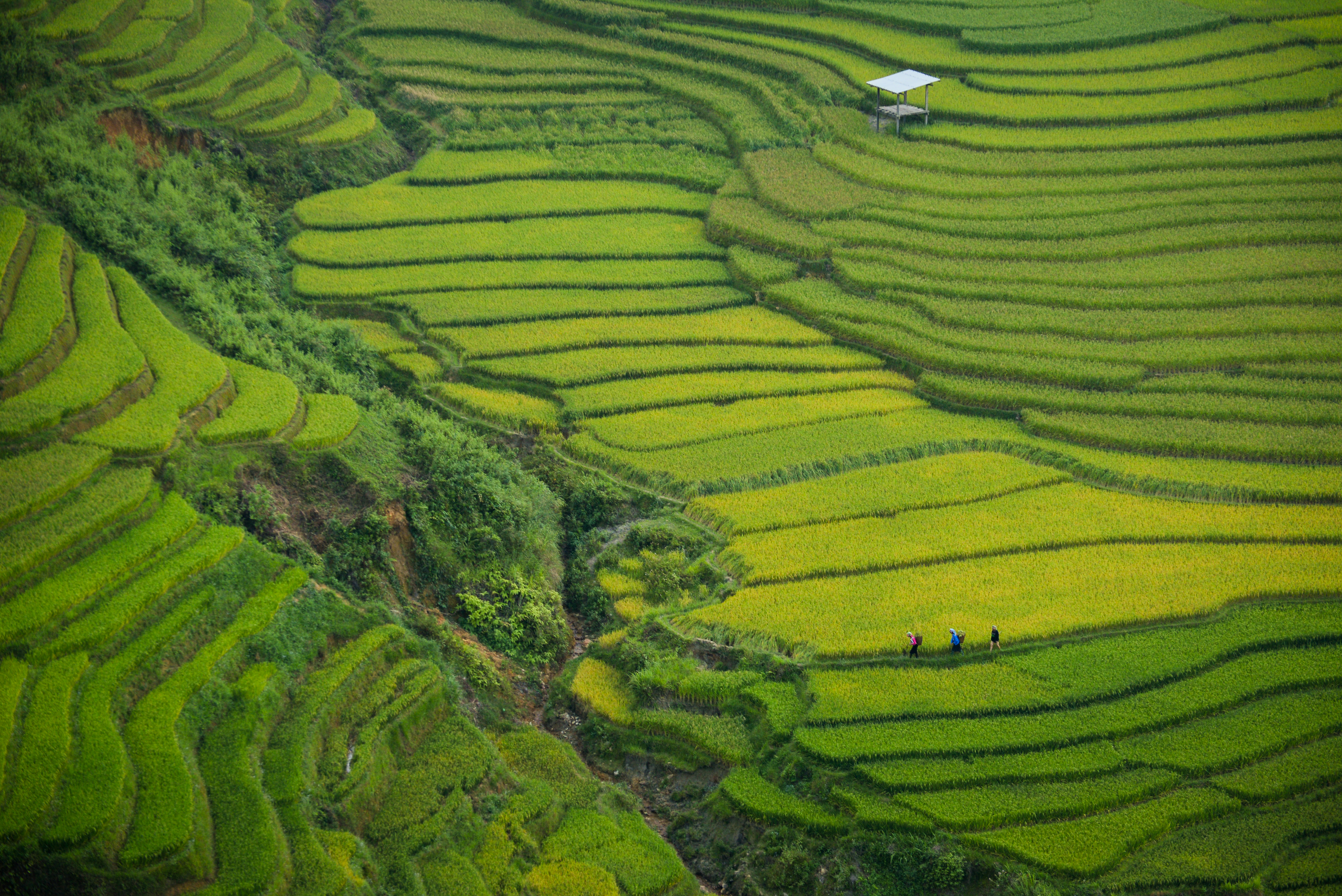
Ruộng bậc thang Mù Cang Chải ở xã Cao Phạ bên đèo Khau Phạ

Sản xuất nông nghiệp, là lĩnh vực sản xuất quan trọng nhất đối với sự phát triển của Việt Nam, nhiều biến đổi thăng trầm từ những năm tháng thống nhất đất nước vào năm 1975. Sự tăng trưởng mạnh được ghi nhận vào năm 1976—tăng đến 10% so với năm 1975—nhưng sản xuất lại giảm khoảng đến còn 95% trong những năm 1976, 1977 và 1978 và sự phục hồi đáng kể trong năm 1979.
Trồng trọt và chăn nuôi đã bù đắp lại sự thiếu hụt của nông nghiệp trong thời kỳ này. Ví dụ, khoảng 8% tăng trong sản lượng gia súc trong năm 1977 làm cân bằng 8% sụt giảm của sản lượng cây trồng (chủ yếu là kết quả của 1 triệu tấn sụt gạo giảm trong các vụ mùa). Trong năm 1978 kết quả đã đảo ngược: hiện tượng sản lượng gia súc sụt giảm mạnh đi với dấu hiệu sản lượng của thóc lúa bắt đầu tăng. Giá trị sản lượng cây trồng đã vượt hơn gấp bốn lần so với sản lượng gia súc lúc bấy giờ.
Trên hết vấn đề khó khăn nhất đối với ngành nông nghiệp Việt Nam là thời tiết thất thường, như trận hạn hán diễn ra năm 1977 và những trận bão và lũ lụt trong những năm 1978. Trận hạn hán làm lượng nước vượt quá tiêu chuẩn cần thiết cây trồng, điều đó làm chúng chết dần. Và thêm những trận lũ lụt giảm số lượng gia súc xuống tới 20%. Các thống kê của Việt Nam không được công bố rộng rãi về báo cáo số lượng gia súc giảm cho với mục tiêu chỉ định đặt ra những năm 1978 và 1980. Qua những kế hoạch sai lầm nghiêm trọng vào khoảng cuối năm 1970s đã làm chậm và suy giảm ngành nông nghiệp. Và còn vấn đề phân bón hoá học, thuốc trừ sâu, và một số dụng cụ cơ khí vẫn còn thiếu ở Việt Nam.
Bỏ mặc sự thiếu lương thực lẫn vật liệu trong những thời kỳ đầu chính phủ vẫn quyết định thi hành những chính sách đã dự kiến, với niềm hy vọng sản xuất lương thực đủ để dùng (đủ lương thực cho cần thiết cho mỗi người) không được khả thi cho lắm trong những thập niên 1980. Năm 1980, dự kiến sẽ đạt khoảng trên 15 tấn nhưng không quá 21 triệu tấn, nhưng sản lượng đã không đạt được như mong muốn.
Chính sách nông nghiệp được công bố từ năm 1976 đến 1980 đã có những kết quả tốt, xấu. Dựa trên tiêu chuẩn khuyến khích trồng trọt thêm những loại cây lương thực có năng suất cao như (cà chua, sắn, đậu, và bắp) dẫn tới số lượng tăng trưởng thấp hơn 10% trong năm 1975 và tiếp tục tăng đến thêm 20% vào cuối thập niên 1970. Những kế hoạch khuyến khích nông nhân trong những năm 1978 và 1979 bao gồm cố gắng tăng số lượng người tiêu dùng vật phẩm trong các vùng nông thôn và cố gắng năng giá thành. Chính phủ đã thi hành chính sách bằng cách lập nhiều hợp đồng hứa hẹn chắc chắn có lợi nhuận cho những người tham gia sản xuất đầu tư nông nghiệp. Tuy nhiên, các quan chức cao không có khả năng và còn thiếu nguồn cung cấp cho nông nghiệp nên chính sách đã bị thất bại.
Kế hoạch được khai triển vào khoảng giữa năm 1977 nhằm xúc tiến sự hợp nhất nông nghiệp Bắc và Nam nhưng đã gặp phải cản trở quyết liệt từ miền Nam. Theo báo cáo về kế hoạch do người dân tự nguyện được thiết kế và được thi hành bởi các chủ tịch địa phương, nhưng nông dân miền Nam chủ yếu là người làm chủ ruộng đồng—nhưng không phải là tá điền—và, bên cạnh đó từ việc lập ra đội sản xuất chung nhằm để chống đối chính sách nhà nước (một ý kiến được nông dân miền Nam chấp nhận ngay lập tức), Họ từ chối hợp tác trong bất cứ kế hoạch hợp tác nào làm không đúng với chủ quyền tài sản.
Thất bại từ việc không thể hợp nhất nông nghiệp dẫn tới phương án mới là dùng vũ lực để cưỡng ép nông dân phải hợp tác. chính sách đó dường như làm phản tác dụng. Vào cuối những năm 1978 và 1979 những nhà lãnh đạo chính quyền đã làm chủ được tình hình nông nghiệp dẫn tới tăng sản lượng còn thiếu.
Trong miền Bắc, dạng làm việc chung (hợp tác) bởi các nông dân đã được hình thành vào khoảng năm 1959 và 1960, và vào năm 1965 khoảng 90% tài sản của nông dân đã trở thành của chung. Năm 1975, hơn 96% tài sản của nông dân đã thuộc về chính quyền nhà nước dùng để chia đều cho người dân, đồng nghĩa nông dân đã đóng góp đất, của cải, đồ dùng, gia súc để có được thu nhập.
Khoảng năm 1976 và 1980, chính sách nông nghiệp ở miền Bắc được thi hành bởi chính quyền mới trong sự nỗ lực làm chủ kế hoạch trồng trọt và nông nghiệp. Sự kiểm soát không chặt chẽ của các chính sách trong những năm chiến tranh đã dẫn tới sự chặt chẽ hơn để nhằm tăng số lượng nhân công để nhận làm các nghĩa vụ khác. Dẫn tới năng suất nhân công giảm. Một người Việt ở nước ngoài khảo sát 10 hợp tác xã sản xuất gạo thì thấy rằng, mặc dù tăng nhân công và diện tích gieo trồng trong những năm 75, 76 và 77, nhưng sản lượng lại giảm trong khi chi phí lại tăng so với những các năm 72 đến 74. Mặc dù không tính đến thời tiết và các yếu tố khác, nhưng những phát hiện trên phù hợp với những kết luận của những người nghiên cứu về những ảnh hưởng của mô hình tập thể hóa ở các quốc gia khác.
Vốn đầu tư từ quốc gia cho nông nghiệp trong năm thứ ba của kế hoạch 5 năm vẫn ở mức độ thấp, và các quận huyện gặp phải khó khăn lớn trong thời gian kế hoạch 5 năm và cho đến những 1986 và 1987. Chỉ có duy nhất thóc tăng 5% hàng năm. Tuy số lượng lương thực đủ để đáp ứng nhu cầu tăng dân số 2,3% trong những năm của thập niên 1980, nó vẫn không đủ để tăng số lượng trung bình tiêu thụ mỗi năm cho từng người là cao hơn nhiều so với số lượng 300 kg. Theo nguồn của chính quyền Việt Nam vào năm 1986 các gia đình nông dân phải cống hiến 80% thu nhập của họ để đổi lấy lương thực họ cần.
Kết luận năm thứ ba trong quá trình kế hoạch 5 năm, sản lượng nông nghiệp vẫn còn thấp hơn mức cần thiết vì thế chính quyền Việt Nam chuyển sang hướng khai thác các tài nguyền khác để hỗ trợ thêm cho công nghiệp. Trong năm 1986, nông nghiệp thu nhập vững ở khoảng 44% của lợi tức quốc gia (số tiền dùng để cho tăng trưởng quốc gia cần gần tới 10%). Nền nông nghiệp chiếm khoảng 66% nhân công toàn nước—cao hơn những năm 1976 và 1980. Tệ nhất vẫn là sản lượng trung bình mỗi nông nhân (thuộc nông nghiệp) sụt giảm trong thời gian đổi mới, xuống thấp hơn nhiều so với sự tăng trưởng của công nhân (thuộc công nghiệp). Trong năm 1980, ba nhân công nông nghiệp chỉ nhận được thu nhập từ sản xuất bằng một công nhân và năm 1985 một công nhân sản xuất gấp 6 lần so với nông dân.
Vào tháng 12 năm 1986, Võ Văn Kiệt, Chủ tịch Hội đồng Bộ trưởng và Thủ tướng Việt Nam, đã nhấn mạnh một trong những vấn đề chính của ngành nông nghiệp Việt Nam trong đoạn diễn văn của ông trong kỳ họp thứ mười hai của quốc hội khóa bảy. Trong khi nhắc tới thành tựu của thủy nghiệp và lâm nghiệp, ông đã lưu ý gần như toàn bộ nông nhân—khoảng 80% của cả ngành nông nghiệp—đã thất bại trong kế hoạch đạt mục tiêu cho năm 1986. Ông đã trách những Hội đồng bộ trưởng, Ủy ban kế hoạch nhà nước, Bộ ngoại thương về thất bại của về việc bảo đảm về vấn đề "nguyên liệu" (Căn bản phải đảm bảo có đủ phân bón và thuốc trừ sâu) cho sự phát triển của nông nghiệp. Ông trách các hệ thống giá cả về sự sản xuất dưới mức cho phép thuộc "cây trồng công nghiệp" xuất khẩu của Việt Nam bao gồm cây đay, đường, đậu phộng, trà, cà phê và cao su. Cấp độ sản lượng bổ sung cho cây trồng và cà chua, bắp, và cây sắn đã bị giảm trong một vài năm, cả hai đều liên quan tới mục tiêu cần đạt tới và cả sản lượng. Điều kì lạ là sản lượng gia súc bao gồm gà, trâu, và heo được chính quyền báo cáo sẽ tiếp tục phát triển thêm để đạt tới mục tiêu, bỏ mặc sự không ổn định giá cả và sự thiếu lương thực cho gia súc.